# Polyakrylonitrilová vlákna

Chemická struktura polyakrylonitrilu

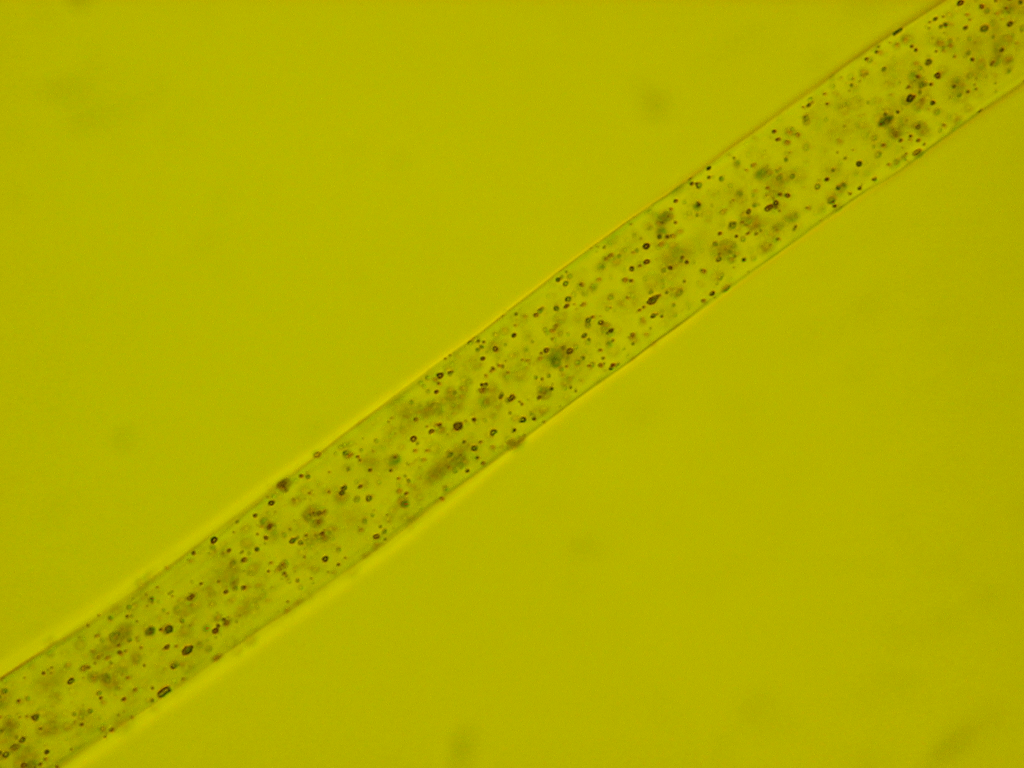
PAN vlákno 400 x zvětšené

Polyakrylonitrilová vlákna jsou umělá textilní vlákna z polyakrylonitrilu vyráběného polymerizací akrylonitrilu, obvykle ve spojení s jinými monomery.
Podle obsahu akrylonitrilu se rozlišují dva typy akrylového vlákna:
- „normální“ typ s obsahem nejméně 85 % akrylonitrilu
- modakryl obsahuje nejméně 50 % (v USA 35 %) a nejvýš 85 % akrylonitrilu[2]

Modakryl byl původně považován za jeden z druhů (jediné kategorie) akrylu, v roce 1960 však Federal Trade Commission v USA ustanovila rozdělení na dva druhy/kategorie vláken:
polyakrylonitrilová (mezinárodní značka PAN) a modakrylová (MAC).
(Podle nařízení Evropské komise z roku 2011 platí pro označování textilních výrobků:
PAN= polyacryl a MAC = polyacrylat)

## Historický vývoj
V roce 1893 objevill francouzský chemik Moureau monomerický akrylonitril, výchozí látku k výrobě polyakrylonitrilu, první patent na syntézu polyakrilonitrolu obdrželi Němci Fientscher a Heuck v roce 1930.
Pokusy se zvlákňováním začaly v roce 1939 (IG Farben), v roce 1949 se začal průmyslově vyrábět modakryl (Union Carbid) a v roce 1950 vlákno Orlon z polyacrylonitrilu (DuPont).
Světová výroba PAN vláken se soustavně zvyšovala, až na začátku 21. století přesahovala 2,5 milionu ročních tun, od roku 2005 nastal značný pokles, v roce 2020 byla zaznamenána výroba 1,3 miliony tun (s podíly: Čína 42, Evropa 35, Thajsko 8%).
 Výnos z prodeje PAN vláken se odhadoval v roce 2023 na 1,7 miliardy USD (Ø cena 2,10 USD/kg) a výnos modakrylových vláknen (2021) na 550 000 USD (cena nad 4 US/kg)

## Způsoby zvlákňování
Schéma výrobního postupu: Surová nafta => propylen => akrylonitril => zvlákňovací roztok na =>
- mokré zvlákňování => praní-sušení => dloužení => kadeření => stříž (nebo navíjení filamentů)
- suché zvlákňování => mezisklad filamentových kabílků => dloužení => praní-sušení => kadeření =>stříž (nebo navíjení filamentů)
- gelové zvlákňování (roztok s nízkou koncentrací) => mnohonásobné dloužení => prekurzory ke karbonizaci na uhlíková vlákna[5]

## Druhy a formy vláken
Mokrým zvlákňováním se vyrábí asi 80 % PAN vláken a téměř všechna MAC vlákna.
Vlákna mají fazolovitý tvar průřezu, technologie je vhodná pro výrobu vláken hrubších než 8 dtex
Suché zvlákňování je produktivnější, používá se k výrobě jemnějších a bikomponentních vláken s činkovým tvarem průřezu
Gelové zvlákňování se používá výhradně pro vlákna na prekurzory k výrobě uhlíkových vláken

## Fyzikální vlastnosti vláken

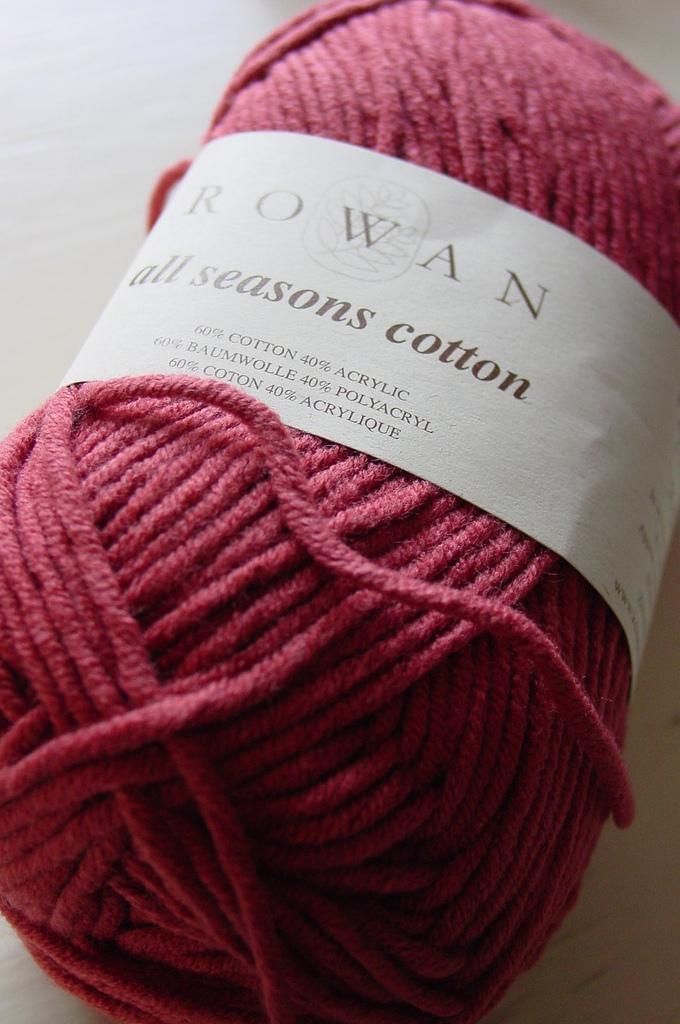
Příze na ruční pletení ze směsi balvna/PAN (60/40)

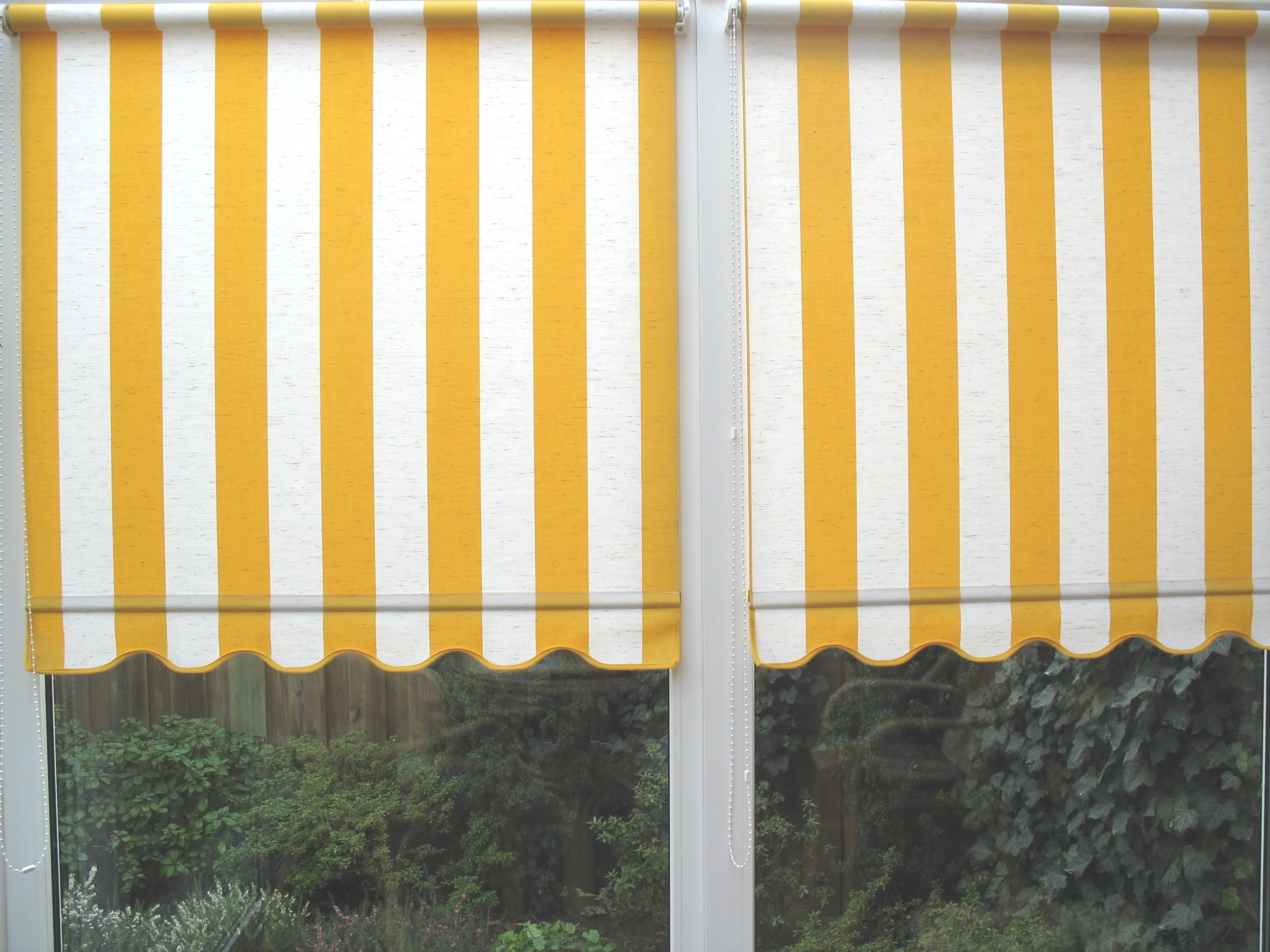
Svinovací závěsy z PAN příze

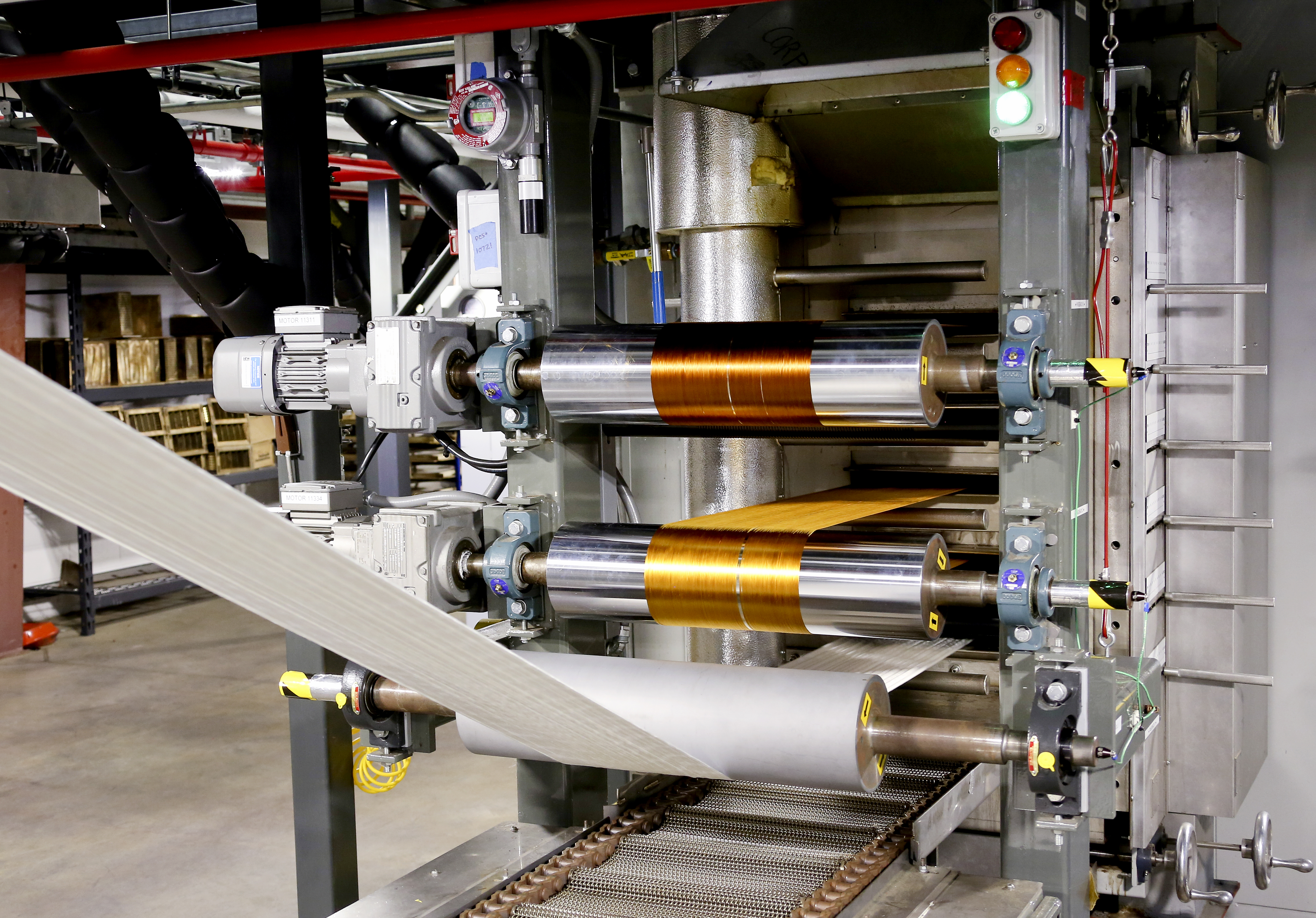
Karbonizace PAN prekurzorů (USA 2013)

| Vlastnost                 | Bavlnářský typ | Vlnařský typ | Kopolymer | Kopolymer s vys.pevností | Modakryl |
| Hustota cN/cm³            | 1,1-1,19       | 1,17         | 1,17      | 1,18                     | 1,3-1,4  |
| Pevnost cN/tex (za sucha) | 20-50          | 17-45        | 28-38     | 35-45                    | 10-25    |
| Pevnost v % za mokra      | 80-100         | 75-95        | 80-85     | NN                       | 80-100   |
| Tažnost v %               | 15-70          | 20-60        | 28-38     | 15-40                    | 25-50    |
| Sráživost v % (při 95 °C) | 14-16          | 16-40        | NN        | NN                       | 16       |
| Hořlavost LOI             | 17-18          | 17-18        | NN        | NN                       | 26-31    |

### Speciální druhy
- Antibakteriální vlákna – s příměsí TiSiO4 částic (< 1 μm) do zvlákňovacího roztoku. Použítí: spodní prádlo, ručníky aj.
- Termoregulační vlákna – mikrokapsule[10] na bázi parafinu se zapouštějí do vlákna (Outlast (materiál))
- Vlákna s nízkou  žmolkovitostí – kulatý průřez, vysoké dloužení spolu s nízkým srážením při zvlákňování[5]

## Použití
Asi 80 % PAN vláken se dodává k textilnímu zpracování ve formě stříže: na bavlnářské příze 0,6–0,9 dtex ||(32–40 mm) a 1,1-2,2 dtex (40–50 mm), pro vlnařské příze 3,3–7 dtex (max. 150 mm). Jen malá část se zpracovává jako filament a cca 150 000 tun (v roce 2015) se používá jako surovina (prekurzor) k výrobě uhlíkových vláken.
Modakryly byly např. v roce 2021 použity z 80 % na průmyslové (z toho 1/3 na ochranné oděvy, ¼ na umělé vlasy, 17 % na nábytkové potahy) a 20 % medicínské výrobky
Staplové příze z čistého polyakrylu a směsí s přírodními vlákny se často požívají k výrobě strojních i ručních pletenin všeho druhu.
Z tkaného zboží je akryl sotva nahraditelný u levných přikrývek, nábytkových potahů, u imitátů kožešin a u všech textilií vystavených povětrnostním vlivům (markýzy, slunečníky atd.).

## Zacházení s výrobky z polyakrylových vláken
Výrobky jsou obvykle označovány obchodními názvy jako: Dolan, Dralon, Orlon, Cashmilon atd.
Praní je možné jen ve vlažné vodě, žehlení je většinou zbytečné (nemačkavost).
Při chemickém čistění se polyakryl chová zcela odlišně od jiných syntetických vláken, proto musí být obsah PAN na výrobcích podaných k čištění zřetelně vyznačen.